# Tatsugō
Tatsugō (龍郷町, Tatsugō-chō) est un bourg du district d'Ōshima, dans la préfecture de Kagoshima, au Japon.

## Géographie

### Situation
Tatsugō est situé dans le nord de l'île d'Amami, dans l'archipel Satsunan, au Japon.

### Démographie
Au 1er décembre 2014, la population de Tatsugō s'élevait à 5 880 habitants répartis sur une superficie de 82,08 km2.